# Europa (serie filatélica española)
Europa es el nombre de una serie filatélica emitida por Correos y Telégrafos de España desde el año 1993. En total han sido puestos en circulación 26 sellos en 23 fechas de emisión diferentes.
En esta serie participan todos los países miembros de los correos públicos europeos PostEurop; cada miembro presenta un sello con un diseño propio. Desde 2002 se organiza una concurso abierto (cualquier persona puede emitir su voto en la pág. oficial de PostEurop) para elegir el mejor sello. 

## Descripción
| Fecha de emisión | Tema (descripción) | Dimensiones (mm)           | Valor facial (en €) |
| ---------------- | --- | -------------------------- | ------------------- |
| 05.05.1993       | «Arte contemporáneo» Dos pinturas de Joan Miró pertenecientes a la Fundación Joan Miró 1) Fusées (1959) | 40,9 × 28,8                | 45                  |
| 05.05.1993       | 2) La bague d'Aurore (1957) | 28,8 × 40,9                | 65                  |
| 07.05.1994       | «Descubrimientos e inventos» 1) El científico Severo Ochoa, precursor de la síntesis del ARN, y una imagen de la cadena del ADN | 40,9 × 28,8                | 55                  |
| 07.05.1994       | 2) El químico Miguel Catalán Sañudo y las imagen del espectro y del modelo atómico del manganeso | 40,9 × 28,8                | 65                  |
| 05.05.1995       | «Paz y libertad» 1) Diseño alusivo que representa una cadena y una rama de olivo | 40,9 × 28,8                | 60                  |
| 06.05.1996       | «Mujeres célebres» 1) La bailadora y cantaora Carmen Amaya | 28,8 × 40,9                | 60                  |
| 05.05.1997       | «Cuentos y leyendas» 1) Motivo alusivo | 28,8 × 40,9                | 65                  |
| 05.05.1998       | «Fiestas populares» 1) Motivo alusivo a la celebración de las Fogueres de Sant Joan (Hogueras de San Juan) en Alicante | 28,8 × 40,9                | 70                  |
| 05.05.1999       | «Reservas y parques naturales» 1) Una vista del parque natural de Monfragüe en la provincia de Cáceres y la cabeza de un lince ibérico | 40,9 × 28,8                | 70                  |
| 09.05.2000       | «Serie anual a cargo de PostEurop» 1) Diseño conocido como La torre de seis estrellas | 28,8 × 40,9                | 70                  |
| 09.05.2001       | «El agua, riqueza natural» 1) Reproducción de la fuente del patio de la Acequia del Palacio del Generalife en Granada | 28,8 × 40,9                | 75 (0,45)           |
| 09.05.2002       | «El circo» 1) El motivo alusivo ganador | 40,9 × 28,8                | 0,50                |
| 24.04.2003       | «El cartel» 1) Reproducción del cartel El juguete de hojalata del artista granadino J. Carrero | 40,9 × 28,8                | 0,76                |
| 29.04.2004       | «Las vacaciones» 1) El motivo alusivo ganador: una sombrilla en una playa y de fondo las siluetas del Templo de la Sagrada Familia (Barcelona), la fuente de la Cibeles (Madrid), La Giralda y la Torre del Oro (estas dos últimas en Sevilla)                                         | 28,8 × 40,9                | 0,77                |
| 15.04.2005       | «La gastronomía» 1) Un plato con jamón serrano, una copa de vino tinto y un pan | 40,9 × 28,8                | 0,53                |
| 12.09.2006       | «La integración de los discapacitados en la sociedad» 1) Motivo alusivo a la integración de los invidentes en la sociedad, que muestra una mano utilizando un teléfono en cuyas teclas contienen los números en el sistema braille                                                     | 28,8 × 40.9                | 0,29                |
| 12.09.2006       | 2) Motivo alusivo a la integración de los sordos en la sociedad, que muestra un par de manos practicando el lenguaje de señas | 28,8 × 40.9                | 0,57                |
| 23.04.2007       | «Centenario del Movimiento Scout» 1) Un diseño alusivo con un par de palomas blancas, el logotipo del Movimiento y el lema «Un mundo, una promesa» | 28,8 × 40,9                | 0,58                |
| 23.04.2008       | «La carta» 1) Una composición pictórica del artista granadino J. Carrero, que representa una escenografía romántica con una repisa, un vaso con flores multicolores, cartas escritas y sobres con signos de franqueo                                                                   | 40,9 × 49,8 (79,2 × 105,6) | 0,60                |
| 23.04.2009       | «Año Internacional de la Astronomía» 1) Una vista de la Tierra desde el espacio con el sol brillando al fondo | 40,9 × 28,8                | 0,62                |
| 06.05.2010       | «Libros infantiles» 1) una pintura que muestra una niña leyendo un libro en una mesa | 40,9 × 28,8                | 0,64                |
| 04.04.2011       | «Bosques» 1) Una imagen del hayedo de la Pedrosa, ubicado en el municipio de Riofrío de Riaza (Segovia) | 28,8 × 40,9                | 0,65                |
| 04.04.2012       | «Visite España» 1) Una composición de los diferentes conceptos que promueven el turismo español: el ocio (por medio de la playa), la cultura (la recreación del famoso cuadro de Las Meninas de Velázquez) y la marca España, relativa al comercio (la bolsa que sostiene la "Menina") | 28,8 × 40,9                | 0,70                |
| 23.04.2013       | «Furgonetas postales» 1) Una furgoneta de Correos | 40,9 × 28,8                | 0,75                |
| 23.04.2014       | «Instrumentos de música nacionales» 1) El compositor Paco de Lucía tocando una guitarra española | 40,9 × 28,8                | B                   |
| 23.04.2015       | «Juguetes antiguos» 1) Un trenecito de madera (sello con olor a pino) | 35 × 24,5                  | 0,90                |